# Олоджень
Олоджень, Олоджені (рум. Ologeni) — село у повіті Прахова в Румунії. Входить до складу комуни Поєнарій-Буркій.
Село розташоване на відстані 34 км на північ від Бухареста, 23 км на південь від Плоєшті, 105 км на південь від Брашова.

## Населення
За даними перепису населення 2002 року у селі проживали 1632 особи, усі — румуни. Усі жителі села рідною мовою назвали румунську.